# Gheorghe Bucur
Gheorghe „Gigel” Bucur (Bukarest, 1980. április 8. –) román labdarúgó, az orosz Kubany Krasznodar csatára. 2005-ben és 2009-ben is holtversenyben lett román gólkirály.

## Pályafutása

### Klubcsapatokban
A Politehnica Timişoarához való csatlakozása előtt csak a Sportul Studenţesc csapatában játszott, ahol 169 mérkőzésen lépett pályára és 76 gólt szerzett a román bajnokságokban. A 2001–02-es szezonban debütált a Liga I-ben. Miután megnyerte a román élvonalbeli gólkirályi címét Temesvárra került.
2009 őszén a UEFA-bajnokok ligája harmadik selejtezőkörében bravúrral segítette a csapatát a Sahtar Doneck legyőzésében.
2010. február 3-án 3 éves szerződést írt alá az orosz Kubany Krasznodar klubbal 1,8 millió dollár ellenében.
Profi labdarúgó pályafutását 2017-ben a Studențesc București együttesében fejezte be.

### A válogatottban
Először 2005-ben szerepelt a román válogatottban, a Szlovákia elleni 2–2-es döntetlen alkalmából. 
2013-ig huszonhat meccsen lépett pályára, és négy gólt szerzett. Többek között az Örményország elleni találkozón is játszott a 2006-os labdarúgó-világbajnokság selejtezőjében, amikor 2 gólt is szerzett.
2008. március 25-én Traian Băsescu, Románia elnöke kitüntetésben részesítette a  2008-as Európa-bajnokság G selejtezőcsoportjának megnyeréséért, és a 2008-as labdarúgó-Európa-bajnokság C csoportjában való helytállásért: a III. osztályú „Meritul Sportiv” éremmel jutalmazta.

## Fordítás
- Ez a szócikk részben vagy egészben  a   Gheorghe Bucur című angol Wikipédia-szócikk ezen változatának fordításán alapul.  Az eredeti cikk szerkesztőit annak laptörténete sorolja fel. Ez a jelzés csupán a megfogalmazás eredetét és a szerzői jogokat jelzi, nem szolgál a cikkben szereplő információk forrásmegjelöléseként.